# Lles de Cerdanya
Lles de Cerdanya este o localitate în Spania în comunitatea Catalonia în provincia Lleida. În 2006 avea o populație de 270 locuitori.
1. 1 2   http://www.idescat.cat/pub/?id=aec&n=925&t=2016 Lipsește sau este vid: |title= (ajutor)